# Военный ординариат Австрии
Военный ординариат Австрии  (нем. Militärseelsorge Österreich) — военный ординариат Римско-католической Церкви, действующий в Австрии. Военный ординариат Австрии, подчиняясь непосредственно Святому Престолу, обеспечивает пастырское окормление военнослужащих австрийской армии и их семей. Кафедральным собором военного ординариата Австрии является церковь святого Георгия, расположенная на территории Терезианской военной академии в городе Винер-Нойштадт, Австрия.

## История
Терезианская военная академия была основана в замке города Винер-Нойштадт в 1751 году австрийской императрицей Марией Терезией. В 1773 году при академии Святым Престолом было основано военное епископство, которое подчинялось местному епископу города Винер-Нойштадт. В 1785 году епархия Винер-Нойштадт была упразднена: территория этой епархии вошла в архиепархию Вены. Последний епископ епархии Винер-Нойштадт Иоганн Генрих фон Керенс стал первым епископом новой епархии Санкт-Пёльтен. 
После I Мировой войны кафедра военного епископства была вакантна в течение пятидесяти лет. 21 февраля 1959 года военное епископство Австрии было преобразовано в военный викариат, кафедру которого занял архиепископ Вены кардинал Франц Кёниг, назначенный Ватиканом первым военным викарием военного викариата. 
21 июля 1986 года Святой Престол Апостольской конституцией «Spirituali curae militum» преобразовал военный викариат Австрии в военный ординариат Австрии.
Нынешним ординарием военного ординариата Австрии с 16 апреля 2015 года является Вернер Фрайштеттер. Военный ординариат Австрии обеспечивает пастырское попечение ста тысяч католиков, связанных с австрийской армией.

## Военные ординарии
- Johann Heinrich von Kerens, S.I. — (22.12.1773 — 26.11.1792, до смерти);
- Сигизмунд Антон фон Гогенварт, S.I. — (1792 — 29.04.1803 — назначен архиепископом Вены);
- Godfried Joseph Crüts van Creits — (28.07.1803 — 5.04.1815, до смерти);
- Joseph Chrysostomus Pauer — (24.04.1815 — 3.05.1824 — назначен епископом Санкт-Пёльтена);
- Josef Alois Schachtner — (1827 — 1830);
- Vinzenz Billig — (1831 — 1832);
- Michael Johann Wagner — (27.04.1833 — 1.02.1836 — назначен епископом Санкт-Пёльтена);
- Johann Michael Leonhard — (19.11.1835 — 19.01.1863, до смерти);
- Dominik Mayer — (1.10.1863 — 4.05.1875, до смерти);
- August Landt — (1875 — 1878);
- Антон Йозеф Груша — (19.01.1878 — 23.06.1890 — назначен архиепископом Вены);
- Koloman Belepotoczky — (16.07.1890 — 1.06.1911, в отставке);
- Emmerich Bjelik — (8.01.1913 — 11.11.1918, в отставке);
- Ferdinand Pawlikowski — (1918 — 26.04.1927 — назначен епископом Зеккау);
- Anton Allmer — (1927 — 1938);
  - После аншлюса военный ординариат был упразднен;
- Франц Кёниг — (21.02.1959 — 7.05.1969, в отставке);
- Franz Žak — (8.05.1969 — 27.09.1985, в отставке);
- Alfred Kostelecky — (10.02.1990 — 22.02.1994, до смерти);
- Christian Werner — (22.02.1994 — 16.04.2015, в отставке);
- Werner Freistetter — (16.04.2015 — по настоящее время).

## Источник
- Annuario Pontificio, Libreria Editrice Vaticana, Città del Vaticano, 2003, ISBN 88-209-7422-3
- Апостольская конституция «Spirituali curae militum»  (лат.)